# Grabkreuz am Brunnen 106

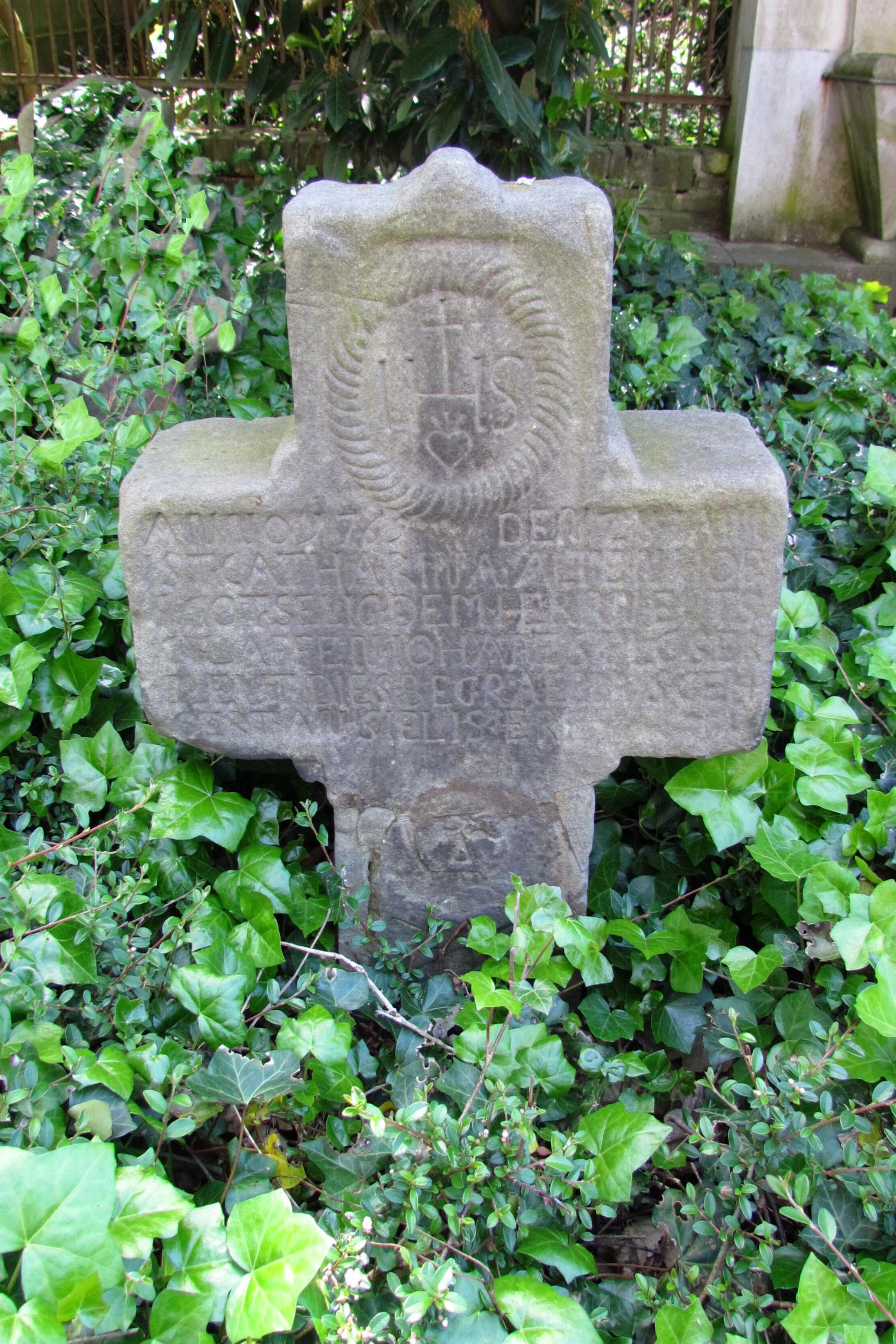
Das Grabkreuz

Das Grabkreuz am Brunnen steht in Korschenbroich  im Rhein-Kreis Neuss in Nordrhein-Westfalen in einer Gruppe mit anderen Grabkreuzen am Kirchplatz 4.
Das Grabkreuz wurde 1769 erbaut und unter Nr. 106 am 1. Juni 1987 in die Liste der Baudenkmäler in Korschenbroich eingetragen.
Bei dem Grabkreuz handelt es sich um ein Kreuz aus Liedberger Sandstein von 21 cm Tiefe und 56 cm Breite aus dem Jahre 1769. Auf der Vorderseite befindet sich oben die Inschrift „IHS“ mit aufgesetztem Kreuz sowie das Bildnis eines Herzes mit drei Pfeilen. Darunter befindet sich die Grabinschrift „ANNO 1769 DEN Z 8 IANUAR IST CATHARINA ALTENHOF S. GOT SELIG DEM HERREN ENTSCHLAFEN. IOHANNES PLOSE ELEUT DIES BEGRÄBNIS GEHOERT AN. SIELIS ERP“. Auf der Rückseite befindet sich die Inschrift „IHS“ mit aufgesetztem Kreuz und das Bild eines Herzes mit einem Pfeil. Das Kreuz ist von künstlerischer und volkskundlicher Bedeutung und daher als Denkmal erhaltenswert.